# الجرف (مأرب)
الجرف هي إحدى قرى الجمهورية اليمنية. وهي تتبع جغرافيًا لمحافظة مأرب. وإداريًا لمديرية مدغل الجدعان. يبلغ تعداد سكانها 2150 نسمة حسب الإحصاء الذي أجري عام 2004.